# Ave Maria (música)
Es el título de innumerables composiciones musicales cuya letra es la oración Ave María, generalmente en latín, aunque hay versiones en otros idiomas. Algunas de ellas son:

## Composiciones
- Motete Ave Maria (c. 1425) de Johannes Brassart, compositor de Borgoña.
- Ave Maria de Beltrame Feragut, compositor francés que fue maestro de capilla de la catedral de Milán.
- Ave Maria gratia plena motete a 4 voces del siglo XV de Josquin des Prés, que no debe de confundirse con la obra más famosa del mismo autor Ave Maria ... Virgo serena.
- Ave Maria  del compositor flamenco Johannes Ockeghem.
- Ave maria motete a 5 voces de John Taverner.
- Ave Maria de Robert Parsons, compositor inglés de la época de los Tudor.
- Ave Maria   de Jacques Arcadelt. compositor franco-flamenco del Renacimiento.
- Jacob Clemens non Papa compuso 15 misas editadas en el periodo 1555-70.
- Motete A capela (1555) con dos versiones, a 4 y 8 voces, de Francisco Guerrero.
- Palestrina compuso un ofertorio, un motete a 4 voces, otro a 5 y otro a 8 con la letra del Ave Maria
- Ave Maria a 5 voces de Nicolas Gombert, compositor flamenco del siglo XVI.
- Pater noster - Ave Maria (1545), motetes a 4 voces de Adrian Willaert. Pater noster es la primera parte y Ave Maria la segunda.
- Ave Maria Stella, a cuatro voces del libro de misas de 1583 de Tomás Luis de Victoria.
- Ave María,(1576) a ocho voces de Tomas Luis de Victoria.
- Ave Maria de William Byrd.
- Ave Maria, motete de Joseph-Hector Fiocco.
- El compositor, musicólogo y pedagogo austriaco Johann Joseph Fux compuso dos Ave Maria, una de ellas para coro a capela.
- Ave Maria de Rameau (siglo XVIII).
- El ofertorio Ave Maria en Fa mayor (1765) de Johann Michael Haydn
- Ave Maria (Mozart), (1788), canon a cuatro voces a capela.
- Ave Maria de Cherubini, (1816) motete para soprano y clarinete con acompañamiento de cuerdas.
- Ave Maria (Schubert), (1825) una composición de Franz Schubert cuyo título original es "Ellens dritter Gesang".
- Ave Maria,(1830), Op 23, No 2, para 8 voces de Felix Mendelssohn.
- Ave Maria, de Gaetano Donizetti.
- "Ave Maria" de Adolf von Doß.
- Ave Maria de Louis Dietsch, (1842) basado en la melodía Nous voyons que les hommes del músico del Renacimiento Jacques Arcadelt.
- Ave Maria para coro (1845) de Cesar Franck.
- Tres motetes, WAB5 (1856), WAB6 (1861)y WAB7(1881) de Bruckner.
- Ave Maria, Op. 12,(1858) primera obra coral de Johannes Brahms, escrita originalmente para órgano y arreglada posteriormente por el compositor para acompañamiento con orquesta y en 1878 para piano.
- Ave Maria FWV 57, (1858) motete para soprano, bajo y órgano de Cesar Franck.
- Ave Maria (1859), un aria de Charles Gounod, basada en el preludio en Do mayor de el clave bien temperado de Johann Sebastian Bach.
- Ave Maria, obra para 4 voces y órgano en "Morceaux réservés", (Canciones reservadas), extraído  de "Pecados de vejez" de Gioachino  Rossini.
- Ave Maria, Op. 80 (1866) de Luigi Luzzi.
- Ave Maria (WD 134), (1869) del compositor francés Georges Bizet para soprano, violonchelo y órgano o alternativamente, tenor, violín o el piano.
- Ave Maria, (1877) para alto o barítono y órgano, B. 68 (Op. 19b) de Antonin Dvorák.
- Ave Maria en Si menor de Camille Saint-Saëns,(1880), en Motets à la Sainte-Vierge.
- Ave Maria, (1880) para voz y piano de Pietro Mascagni, autor de la ópera Cavalleria rusticana.
- Franz Liszt compuso 4 Ave Maria para coro en los años 1846, 1869, 1883 y 1881 con los números de catálogo S20, S38, S60 y S341 e hizo arreglos del Ave Maria de Schubert y del de Dietsch.
- Ave Maria,(1887) un aria de la ópera Otello de Giuseppe Verdi.

- Ave Maria, Op. 2, No.2 (1887) de Edward Elgar.
- Ave Maria, coro a capela a cuatro voces de Verdi publicadas en 1889 en la obra Cuatro piezas Sacras.
- Ave Maria (1894) de  Massenet sobre la melodía de la "meditación de Thais" escena 1, del acto II de su ópera Thaïs.
- Ave Maria Op. 45, 1 del compositor alemán Robert Franz.
- Ave Maria (1896) de Guy Ropartz, para 4 voces, a capela.
- Ave Maria Op. 9B a capela de Holst, (1900).
- Ave Maria (1906)para soprano, arpa o piano de Ruggero Leoncavallo.
- Ave Maria del compositor y organista francés Adolphe Deslandres.

- Ave Maria plena di grazia de la ópera Suor Angelica de Puccini, (1918).
- Ave María para coro a cuatro voces mixtas a capela de  Heitor Villa-Lobos, (1918).
- Ave María (1922)para soprano, violín y piano del compositor filipino Francisco Santiago.
- Gabriel Fauré compuso 4 versiones: para una voz, para dos sopranos, para tres voces masculinas y para tenor y barítono en Fa mayor.
- Ave María (1923) de Joaquín Rodrigo.
- Ave Maria de Stravinsky, (1934).
- Ave Maria de Zoltán Kodály (1935) para coro femenino a capela.
- Ave María Op. 95 para canto y piano de Joaquín Turina (1942).
- Ave Maria coro a capela en el acto II de la ópera Diálogo de carmelitas del compositor francés Francis Poulenc (1957).
- Ave Maria (1964) obra coral de Franz Biebl.
- Ave María (1965) obra para coro mixto de Federico Mompou.
- Ave Maria de Caccini (1970), aria del compositor ruso Vladimir Fyodorovich Vavilov, atribuida erróneamente  a Giulio Caccini.[1]
- "Ave María" del compositor venezolano Aldemaro Romero (Londres, 27 de noviembre de 1976). Para Coro Mixto a capela, estrenada en la Catedral de Caracas, Venezuela en 1979.

- Ave Maria Guaraní (1986) de Ennio Morricone perteneciente a la película La Misión.
- Ave Maria ("Bogoróditse Djévo") (1990), obra coral a capela de Arvo Part.
- Ave Maria (1991), David Conte.
- Ave Maria (1995) compuesta por el músico polaco Michal Lorenc para la banda de la película "Prowocator"
- Ave Maria (1997) obra coral a capela de Morten Lauridsen.
- Ave Maria in C y Ave Maria in F de Kentaro Sato.
- Ave Maria Paien, (2005) de Luc Plamondon y Richard Cocciante para el musical Notre Dame de París.
- Assalamu a'alayki ya Mariam (2010) compuesta por Pierre Basbous en el álbum Cithare du ciel cantada por Magida-el-Roumi (السلام عليك يا مريم)
- Ave Maria (2013) de Riho Esko Maimets.
- Shlom lej Mariam (2019) compuesta por Thomas Novinson en el álbum Ghazal de Magida-el-Roumi en arameo siríaco
- Ave María (2019) compuesta por José Manuel Caramés A. para soprano y órgano.
- Ave María (2022) musicalización de la versión original en español por Max L. Lacayo.